# 남윤수
남윤수(1997년 7월 14일~)는 대한민국의 모델이자, 배우이다.

## 학력
- 한림연예예술고등학교
- 디지털서울문화예술대학교

## 출연작

### 드라마
- 2018년 MBC 《4가지 하우스》
- 2018년 딩고 《로봇이 아닙니다》
- 2020년 tvN D 《언어의 온도 : 우리의 열아홉》
- 2020년 Netflix 《인간수업》 - 곽기태 역
- 2020년 tvN 《산후조리원》 - 하경훈 역
- 2021년 JTBC 《괴물》 - 오지훈 역
- 2021년 KBS2 《연모》 - 이현 역
- 2022년 SBS 《오늘의 웹툰》 - 구준영 역
- 2024년 KBS2 《개소리》 - 현타 역
- 2024년 TVING 《대도시의 사랑법》 - 고영 역

### 방송
- 2020년 MBC 《라디오 스타》
- 2021년 Mnet 《엠카운트다운》 - 진행 (2021년 2월 18일 ~ 2023년 1월 19일)
- 2021년 MBC 《나 혼자 산다》 - 2021년 5월 28일 398회 새싹 특집
- 2022년 MBC 《나 혼자 산다》 - 2022년 1월 7일 428회 HAPPY 윤수 YEAR
- 2022년 tvN 《식스센스3》 - 게스트 출연
- 2023년 KBS2 《신상출시 편스토랑》 - 막내 편셰프
- 2024년 KBS1 《2024 퀴즈 온 코리아》 - 진행
- 2025년 SBS 《마이턴》

## 뮤직비디오
- 2020년 백지영 - 거짓말이라도 해서 널 보고싶어

## 광고
- 2016년 갤럭시s7

## 수상 및 후보
| 연도 | 시상식                    | 부문                   | 작품     | 결과 |
| ---- | ------------------------- | ---------------------- | -------- | ---- |
| 2021 | 제57회 백상예술대상       | TV부문 남자 신인연기상 | 인간수업 | 후보 |
| 2021 | 제16회 아시아 모델 시상식 | 모델스타상             | 빈칸     | 수상 |